# 長束正家
長束正家（1562年—1600年11月8日）是日本戰國時代、安土桃山時代的武將。豐臣政權五奉行之一。本姓大藏，正式名稱為大藏正家。父親為水口盛里（安藝守），弟弟為直吉。近江國水口岡山城主。

## 生平
永祿5年（1562年）誕生，尾張國(現草津市)出身，本來是丹羽長秀的家臣。在當中負責擔當財政方面。後來丹羽長秀死後，丹羽氏遭到大減封處分，並被豐臣家追究財政資料不正確之責任，但正家提出詳細的帳簿提出辯解。之後成為秀吉的直臣，被封於近江水口城的五萬石。在文祿之役中，為最前線兵站負責擔當名護屋城的築城，後來被加封至12萬石。由於他的算術能力高，被豐臣秀吉委任為五奉行，負責豐臣家藏入地的管理以及太閣檢地的實施。
天正14年（1586年）的九州征伐、天正18年（1590年）的小田原征伐期間，均擔任糧奉行負責兵糧的輸送，20萬石的兵糧輸送都沒有遲滯，並蒐購小田原周邊的米3萬石，造成小田原城兵糧困窘。在攻略支城方面，家臣家所帶刀、臼杵平四郎、一宮善兵衛、有坂宮内、増田新次郎等在進攻忍城時建立功勳。戰後弟弟正隆獲秀吉提拔為直臣。文祿慶長之役於肥前名護屋擔任兵糧奉行。
天正14年（1586年），迎娶本多忠勝之妹榮子為正室，天正17年（1589年）長男半右衛門助信誕生。半右衛門後來成為山中三十郎的家老（『北野社家日記』）。天正18年（1590年）正月13日，擔任上洛的德川秀忠接待使，加深與德川家的關係。
正家也負責農村支配事務，文祿3年（1594年）2月，中川秀成移封豐後時，獲得鄰接的藏入地代官太田一吉的協助，進行因戰亂而荒廢的農村再建、召還逃亡的農民。同時期，協助伏見城的營造計畫。
文祿4年（1595年），獲贈近江水口城5萬石，為五奉行之一。慶長2年（1597年）加贈12萬石，敘任官位從四位下侍從。對領内家松山大德寺（淨慶寺）加以保護，因此緣故，後來兒子也成為大德寺三世門跡的僧侶（還譽岌閑）。蒲生秀行遭到減封之際，也進用松田秀宣等蒲生浪人。
秀吉死後，在慶長5年（1600年）關原之戰中，加入了石田三成的西軍，又書寫信件請求毛利輝元出兵。家臣家所帶刀擔任陣代、武者奉行為伴五兵衛，均加入伏見城攻防戰，在家臣甲賀眾鵜飼藤助寢返城内的甲賀眾後，順利攻陷伏見城。8月下旬跟隨毛利秀元攻略伊勢安濃津城。其後與毛利秀元、吉川廣家在南宮山佈陣，但與淺野隊於南宮神社附近交戰、與池田輝政隊互相展開槍擊，都被廣家妨礙。西軍戰敗後自戰場脫離，在逃往水口城期間遭山岡道阿彌率軍追擊，弟弟玄春不幸被捕處刑。正家在家臣松田秀宣護送下順利進城，後來與龜井茲矩、池田長吉達成本領安堵的協議後開城，但池田等人破壞協議，正家與家臣嶺三郎兵衛、家所帶刀、伏兎彦之丞以下6人立刻被綁縛。正家與弟弟直吉在家臣奥村左馬助介錯下切腹自殺。享年39。重臣6名同日於近江日野切腹。首級於京都三条橋曝曬，財産則被池田長吉奪取。